# エミル・ボヒネン
エミル・ボヒネン (ノルウェー語: Emil Bohinen、1999年3月12日 - )は、イングランド・ダービーシャー州ダービー出身のノルウェー人サッカー選手。セリエA・USサレルニターナ1919所属。ポジションはMF。

## クラブ経歴
2013年にスターベクIFのユースアカデミーに入所。2015年シーズンに16歳でトップチームへ昇格。2017年シーズンから正式にトップチームに定着し、4月17日のサルプスボルグ08戦でプロデビュー。2019年シーズンに先発に定着し、同シーズンはリーグ戦29試合4ゴールを記録。同シーズンの活躍で11月にはブライトン・アンド・ホーヴ・アルビオンFCからの関心が報じられ、更に12月にはシェフィールド・ユナイテッドFCやリーズ・ユナイテッドFCからの関心も報じられた。2020年シーズンも24試合5ゴールを記録。
2021年2月15日、PFC CSKAモスクワと4年契約を締結。
2022年1月22日、USサレルニターナ1919に2021-22シーズン終了までのローン移籍で加入したことが発表された。同年夏にサレルニターナに完全移籍した。

## 代表経歴
プロデビュー前の2015年から、各ユース世代のノルウェー代表に随時招集。2019年にはポーランドで開催された2019 FIFA U-20ワールドカップにU-20代表で出場した。

## 人物
- 父は元ノルウェー代表のラーシュ・ボヒネンで、エミルは父がダービー・カウンティFCでプレーしていた時にダービーで生まれた。